# Germain Castano
Germain Castano (Le Creusot, 16 dicembre 1971) è un ex cestista e allenatore di pallacanestro francese.